# 1933年の相撲
1933年の相撲（1933ねんのすもう）は、1933年の相撲関係のできごとについて述べる。
1932年-1933年-1934年

## できごと
- 1月、新横綱・玉錦が誕生。

## 本場所
- 1月場所
  - 幕内最高優勝：男女ノ川登三（高砂部屋） - 11戦全勝（初優勝）[1]
- 5月場所
  - 幕内最高優勝：玉錦三右エ門（粂川部屋） - 10勝1敗（3場所ぶり6回目）[1]

## 誕生
- 1月24日 - 若杉山豊一（最高位：前頭筆頭、所属：時津風部屋、+ 1999年【平成11年】）[2]
- 2月10日 - 大矢崎武男（最高位：十両7枚目、所属：荒磯部屋→伊勢ヶ濱部屋）
- 2月20日 - 公地次男（最高位：十両3枚目、所属：伊勢ヶ濱部屋→荒磯部屋→伊勢ヶ濱部屋）
- 8月8日 - 大海竹郎（最高位：十両10枚目、所属：花籠部屋）
- 8月29日 - 栃光正之（最高位：大関、所属：春日野部屋、+ 1977年【昭和52年】）[3]
- 9月9日 - 緑岩三郎（最高位：十両18枚目、所属：立浪部屋）

## 死去
- 1月8日 - 柏山吾郎（最高位：前頭7枚目、所属：伊勢ノ海部屋、年寄：山科、* 1879年【明治12年】）[4]
- 1月16日 - 千葉ヶ嵜俊治（最高位：大関、所属：二十山部屋、年寄：玉ノ井、* 1893年【明治26年】）[5]
- 2月16日 - 對馬洋弥吉（最高位：大関、所属：出羽ノ海部屋、* 1887年【明治20年】）[6]
- 2月16日 - 綾川五郎次（最高位：関脇、所属：高砂部屋→入間川部屋、年寄：千賀ノ浦、* 1883年【明治16年】）[7]
- 5月15日 - 大蛇潟粂藏（最高位：関脇、所属：錦嶋部屋、年寄：錦嶋、* 1891年【明治24年】）[8]
- 7月28日 - 3代西ノ海嘉治郎（第30代横綱、所属：井筒部屋、年寄：浅香山、* 1890年【明治23年】）[9]
- 9月30日 - 沖ツ海福雄（最高位：関脇（現役没）、所属：若藤部屋、* 1910年【明治43年】）[10]
- 12月10日 - 四海波太郎（最高位：小結、所属：出羽ノ海部屋、* 1883年【明治16年】）[11]